# نیاخرم
نیاخرم یک روستا در ایران است که در دهستان خانندبیل غربی واقع شده‌است. نیاخرم ۱۲۷ نفر جمعیت دارد.